# Juanita Feldhahn
Juanita Ruth Feldhahn, née le 7 juin 1973 à Ipswich, est une coureuse cycliste australienne.

## Vie privée
En 1999, elle rencontre son mari en France, où elle passe une saison dans l'équipe de Jeannie Longo. Sa fille, Saska Arnaud, pratique le VTT et le cyclo-cross.

## Palmarès sur route

### Jeux olympiques
- Sydney 2000
  - 28e de la course en ligne

### Par années
- 1997
  - 12e étape de Tour Cycliste Feminin
- 1999
  - 2e étape de Route des Vins - Fleurie
  - 2e étape du Tour de la Haute-Vienne
  - 2e de la Route des Vins - Fleurie
- 2000
  - 2e de Melbourne to Sorrento
  - 2e du Tour de Thuringe féminin

### Grands tours

#### Tour d'Italie
2 participations
- 1997 : 41e
- 1998 : 40e

#### La Grande Boucle
2 participations
- Tour cycliste féminin
  - 1997 : 41e et une étape

- La Grande Boucle
  - 1999 : 14e